# Crupies
Crupies är en kommun i departementet Drôme i regionen Auvergne-Rhône-Alpes i sydöstra Frankrike. Kommunen ligger i kantonen Bourdeaux som tillhör arrondissementet Die. År 2022 hade Crupies 97 invånare.

## Befolkningsutveckling
Antalet invånare i kommunen Crupies
Referens:INSEE